# Имлек
Имлек — сербский производитель молочных продуктов из города Белграда. Предприятие было основано в 1953 году.

## История
В 1953 году в местности Глогоньски Рит (между Белградом и Панчево) на базе фермы «Лепушница» был построен молокозавод. Ежедневно на нём 800 коров давали от 3 до 5 тысяч литров молока, которое поступало на рынки Белграда. В 1957 году организация ЮНИСЕФ подарила предприятию новую линию, способную пастеризовать и разливать молоко объёмом до 30 000 литров в день. В 1963 году производительность предприятия превысила 21 миллион литров молока в год. Компания вышла на первое место в Югославии по производству молока.
В 2004 году крупнейшим акционером предприятия стал инвестиционный фонд Salford. сейчас предприятие работает как дочерняя компания голландской  фирмы Danube Foods Group B.V.
На текущий момент компания владеет девятью заводами в Сербии, Черногории, Македонии, Боснии и Герцеговине. В 2010 года молочные продукты с завода в Суботице стали первыми сербскими молочными товарами, которым был разрешён экспорт в страны Евросоюза.
На 29 мая 2015 года рыночная капитализация предприятия составила 447 тысяч евро.